# BiCMOS
БіКМОН, BiCMOS (англ. bipolar complementary metal oxide semiconductor) — технологія виготовлення інтегральних мікросхем з використанням біполярних і КМОН-транзисторів на одному кристалі. Технологія дозволяє створювати унікальні вироби, що мають у своєму складі цифрові й аналогові схеми, об'єднуючи переваги різних типів транзисторів. Останнім часом технологія набула поширення в мікросхемах живлення, наприклад, в стабілізаторах напруги.
Особливим напрямком є мікросхеми, у яких логічні елементи виконані по КМОН-технології, а вихідні каскади — на біполярних елементах. Це дозволяє уникнути істотного недоліку схем на КМОН-елементах — великих наскрізних струмів в момент перемикання з нульового стану в одиничний. Такі струми приводять до виникнення потужних імпульсних перешкод, що обмежує застосування цих мікросхем в радіотехнічних пристроях. Застосування технології BiCMOS дозволяє об'єднати переваги як МОН-, так і ТТЛ-технологій, уникнувши при цьому їх недоліків.
Приклади: серії 74 BCT, 74ABT — логічні елементи.